# Cerithiopsis metaxae
Cerithiopsis metaxae är en snäckart som beskrevs av Della Chiaje 1829. Cerithiopsis metaxae ingår i släktet Cerithiopsis och familjen Cerithiopsidae.

## Underarter
Arten delas in i följande underarter:
- C. m. taeniolata
- C. m. metaxae